# Telefono giallo
Telefono giallo è stato un programma televisivo andato in onda su Rai 3 dal 29 settembre 1987 all'8 dicembre 1992, condotto da Corrado Augias e, solo nella prima edizione, anche da Donatella Raffai.

## Il programma
(Corrado Augias, 2017)
Ispirato ad un analogo programma della TV tedesca, Telefono giallo affrontava casi di cronaca nera irrisolti e misteri ancora aperti avvenuti in Italia dal secondo dopoguerra in poi; la prima parte del programma vedeva la ricostruzione del caso fatta mediante delle mini-fiction realizzate da registi ed attori professionisti, inframezzata da varie interviste fatte ai reali protagonisti della vicenda trattata e da approfondimenti più dettagliati delle varie dinamiche della stessa, fatta in studio dai giornalisti, investigatori, periti e/o magistrati che si sono occupati del fatto in esame, e dalle eventuali telefonate dei telespettatori in grado di fornire nuovi stimoli per le indagini; nella seconda parte si apriva poi il dibattito con gli ospiti in studio, in cui potevano intervenire anche le persone da casa sempre tramite telefono.
La prima edizione pilota fu condotta da Corrado Augias e Donatella Raffai ed andò in onda con sei puntate nell'autunno 1987, che registrarono un notevole successo d'ascolti, che diede il via alla rinascita di Raitre (fino ad allora considerata la rete cenerentola della Rai); confermato con un nuovo ciclo nella primavera del 1988, il programma vide però l'abbandono della Raffai (passata a condurre la rubrica mensile Posto pubblico nel verde, uno spin-off di Telefono giallo, in seguito evolutosi nel celebre Chi l'ha visto?) e dunque Augias rimase a condurre il programma in solitaria fino alla sua chiusura.
Il numero telefonico attraverso il quale i telespettatori potevano intervenire per poter dare informazioni o esprimere la propria opinione sul fatto trattato in puntata era inizialmente lo 06/8262 (allora utilizzato anche da altre trasmissioni della terza rete Rai come Linea rovente, 8262, Camice bianco, Parte civile e le già citate Posto pubblico nel verde e Chi l'ha visto?, che facevano tutte parte del ciclo Chiama in diretta RAITRE); quando poi nell'autunno 1989 tale utenza venne dedicata esclusivamente a Chi l'ha visto? (che la utilizza tuttora), per Telefono giallo fu rilasciato un nuovo numero telefonico, lo 0769/7399.
Andava in onda il martedì, il giovedì o il venerdì in prima serata (che all'epoca iniziava alle 20:30); ogni puntata durava mediamente un'ora e mezza nella prima stagione, mentre nelle successive la durata delle puntate raddoppiò a tre ore. Come detto ogni puntata del programma era divisa in due parti (ricostruzione del caso e dibattito in studio), inframezzate nella prima stagione dalla messa in onda di un film (che, in linea con la trasmissione, era sempre di tematica gialla), dalla seconda alla quarta dall'edizione tardo-serale del TG3, mentre nelle ultime due stagioni le puntate non avevano più nessun intervallo.
Tra gli autori e collaboratori ricorrenti del programma vi furono anche i giornalisti Andrea Barberi, Andrea Purgatori, Paolo Gambescia, Sandra Bonsanti e Franca Leosini.
La scenografia del programma è stata realizzata inizialmente da Luigi De Navasques (prima e seconda edizione), poi da Luciano Del Greco (terza e quarta edizione) ed infine da Tonino Ranucci Filippone (quinta e sesta edizione).
Tra i casi più celebri affrontati dalla trasmissione nei suoi cinque anni di messa in onda abbiamo: i delitti del Mostro di Bargagli; il caso del Mostro di Firenze; la sparizione di Emanuela Orlandi e Mirella Gregori; il caso di Massimo Carlotto (condannato all'ergastolo per un omicidio da cui si era sempre dichiarato estraneo, che alcuni anni dopo ottenne la grazia dall'allora Presidente della Repubblica Oscar Luigi Scalfaro, divenendo in seguito uno scrittore); la strage di Ustica (6 maggio 1988), in cui la telefonata di un radarista fece riaprire l'inchiesta dalla magistratura; gli omicidi di Mino Pecorelli, Aldo Semerari e Roberto Calvi; la strage di via Caravaggio a Napoli; il caso del Mostro di Marsala; la morte del faccendiere Michele Sindona; gli assassinii dei giornalisti Giancarlo Siani e Giuseppe Fava; l'assassinio dell'ex sindaco di Palermo Giuseppe Insalaco; la tragedia delle due minorenni uccise a Ponticelli (Napoli) nel 1983; il delitto di Roberta Lanzino (gennaio 1989); il caso Alinovi (novembre 1989); il delitto della cantante Lolita (15 dicembre 1989); il suicidio di Luigi Tenco (20 febbraio 1990); il delitto di via Poma (4 dicembre 1990); l'assassinio di Rocco Chinnici, in cui intervenne come ospite Giovanni Falcone (12 febbraio 1991); il delitto della Versilia (26 febbraio 1991); l'uccisione di Antonio Ammaturo da parte delle Brigate Rosse (5 marzo 1991); il delitto dell'Olgiata (6 ottobre 1992); il delitto di Gisella Orrù (13 ottobre 1992); le stragi mafiose di Capaci e Via D'Amelio in cui morirono Giovanni Falcone e Paolo Borsellino assieme alle loro scorte (24 novembre 1992), il caso della mantide di Cairo Montenotte (8 dicembre 1992).
Nonostante il buon successo d'ascolti, il programma fu improvvisamente cancellato e non confermato per la stagione 1993-94, e ciò causò parecchie polemiche tra il direttore di Raitre dell'epoca, Angelo Guglielmi e l'allora dirigenza Rai; in particolare, Guglielmi disse che la trasmissione era stata chiusa perché ritenuta scomoda da molti (soprattutto in seguito alla famosa puntata sul caso di Ustica).
A seguito della sua repentina chiusura, il testimone di Telefono giallo passò alla trasmissione-sorella Chi l'ha visto?, la quale, a partire dal 1993, allargò il proprio campo d'inchiesta dai soli casi di scomparsa anche a quelli di cronaca nera irrisolti.
La sigla del programma, realizzata da Romolo Grano, era stata in precedenza utilizzata come colonna sonora dello sceneggiato Illa: Punto d'osservazione, trasmesso nel 1981 sull'allora Rete 2 della Rai.
Ispirandosi al programma, nel 1989 Corrado Augias pubblicò il libro Telefono giallo. Sette delitti quasi perfetti, una raccolta dei casi più eclatanti trattati fino a quel momento dalla trasmissione, edito dalla Mondadori.

## Edizioni

### 1987
- Dal 29 settembre al 3 novembre - 6 puntate trasmesse di martedì

Conducono: Corrado Augias e Donatella Raffai
Temi trattati:
- Il caso della baronessa De Magistris[3]
- Il mostro di Firenze[3]
- La scomparsa dell'avvocato Manuella
- Il caso De Rothschild
- Nessuna traccia di Emanuela[3]
- Il controverso caso Carlotto[3]

### 1988
- Dal 25 marzo al 16 giugno - 10 puntate, le prime 8 trasmesse di venerdì e le ultime 2 di giovedì.

Conduce: Corrado Augias
Temi trattati:
- Le cento facce del caso Pecorelli[3]
- Il caso Cristian Lorandi
- L'assassino di Mary D'Amelio
- La medium di Treviso[3]
- Furia omicida a Montesacro[3]
- Il giallo di Ustica[3]
- Il terzo uomo di Ludwig[3]
- La professione del dottor Semerari[3]
- L'omicidio di Pordenone
- Il caso Calvi[3]

### 1988-1989
- Dal 25 novembre al 30 dicembre 1988 e dal 13 gennaio al 10 marzo 1989 - 14 puntate trasmesse di venerdì.

Conduce: Corrado Augias
Temi trattati:
- Il delitto di Parma[3]
- L'assassinio di Ida Pischedda
- Un delitto di paese
- Il delitto Grimaldi
- La strage di via Caravaggio[3]
- Il delitto delle bambine di Marsala[3]
- La tragica morte di Palmina[3]
- L'ultimo viaggio di Roberta[3]
- Il delitto Chichiarelli[3]
- Il delitto del prof. Montanari[3]
- Il caffè Sindona[3]
- Il delitto di Veio[3]
- Il mistero di Argo 16
- Il dirottamento dell'Achille Lauro[3]

### 1989-1990
- dal 29 settembre al 22 dicembre 1989 e dal 16 gennaio al 20 febbraio 1990 - 19 puntate, le prime 13 trasmesse di venerdì e le ultime 6 trasmesse di martedì.

Conduce: Corrado Augias
Temi trattati:
- L'omicidio di Giancarlo Siani
- Il mago di Galatina[3]
- Il delitto di Palazzo Dario[3]
- L'omicidio di Renata Fonte
- L'omicidio di Mauro Rostagno
- L'omicidio di Claudio Domino
- Bologna: il delitto del Dams[3]
- L'omicidio di Paolo Di Nella[3]
- Il delitto di via Tacito
- L'omicidio di Alceste Campanile
- Il delitto di Crotone
- Chi ha ucciso Lolita?[3]
- Tragico appuntamento per due bambine[3]
- Delitti all'ombra del Vesuvio
- Il delitto Greco
- L'uccisione di Giuseppe Fava
- L'incredibile caso di Daniel Giner[3]
- Il caso Maria Negri
- L'ultima canzone di Luigi Tenco

### 1990-1991
- Dal 4 dicembre 1990 al 5 marzo 1991 - 12 puntate trasmesse di martedì.

Conduce: Corrado Augias
Temi trattati:
- Il delitto di via Poma[3]
- Gli omicidi di Modena
- Palermo: assassinio di un sindaco[3]
- L'imprenditore e la maestra[3]
- Anna Sillitti, una donna da eliminare[3]
- L'incidente del Generale Ciglieri
- Faide sarde
- Lo scandalo della BNL
- Rocco Chinnici, una strage annunciata[3]
- Un mistero in fondo alla scala[3]
- Il delitto della Versilia[3]
- Il delitto Ammaturo[3]

### 1991
- giovedì 10 ottobre

Conduce: Corrado Augias
- Speciale Ustica: puntata speciale sugli ultimi sviluppi del caso Ustica[3]

### 1992
- Dal 6 ottobre all'8 dicembre - 10 puntate trasmesse di martedì.

Conduce: Corrado Augias
Temi trattati:
- Il delitto dell'Olgiata[3]
- Il delitto del pozzo
- Il delitto Fabrizi
- La signora in rosso[3]
- Il caso Ligato
- Morte di una bambina
- Omicidi sulla collina
- Le stragi di Capaci e Via D'Amelio[3]
- Un delitto quasi perfetto[3]
- La mantide di Cairo Montenotte